# ハノーバー再保険
ハノーバー再保険（ハノーバーさいほけん、ドイツ語: Hannover Rück SE、英語: Hannover Re）は、損害保険や生命保険などの再保険サービスを提供する多国籍企業。ドイツ・ハノーファーに本拠を置き、世界約20カ国に拠点を持つ。日本法人はハノーバー・リー・サービセス株式会社。フランクフルト証券取引所上場企業（FWB: HNR1）。

## 沿革
1966年6月、Aktiengesellschaft für Transport und Rückversicherung(ATR)の社名にてボッフムで設立、1970年にハノーファーにオフィスを移転、1976年にハノーファーを冠した社名へと変更した。当初は海上再保険事業でスタートしたが、すぐに国際的な再保険事業へと拡大を開始し、英米でのシェア拡大を目指し1979年、ロンドンとロサンゼルスに拠点を開設、1981年に南アフリカ共和国のHollandia Groupを買収しのちに併合した。1994年11月、フランクフルト証券取引所に株式を上場した。1996年にケルンを拠点とし提携企業であったEisen und Stahl Rückversicherungs-AGと組織改編を行い、同社の国際事業をハノーバー再保険へと統合の上、国内事業はE+S Rückversicherung AGへと改編・統合し、ハノーバー再保険が同社の株式の過半数を保有する形となった。また同年、保険持株会社のタランクス（Talanx AG）が設立され、以後、同社がハノーバー再保険の株式の過半数を保有する形態となっている。2013年、欧州会社（SE）となった。ハノーバー再保険の最大の市場は北米であり、全体の約3割を占める一方、ドイツ国内の事業は1割前後の割合となっている。
1994年、米国における自然災害の頻発に対応し、世界最初のキャットボンド（カタストロフィーボンド）を発行、また1998年に生命再保険のキャットボンドを世界で最初に発行した。日本では2012年、全国共済農業協同組合連合会が、日本全域における地震リスクを証券化するための再保険契約を締結した。
日本法人「ハノーバー・リー・サービセス株式会社」は、2000年に設立され、東京（二番町）にオフィスを持つ。

## ハノーバー再保険財団
創立25周年の1991年にハノーバー再保険財団を設立、同財団はドイツのモダンアート作品を購入し、ハノーファー市内のシュプレンゲル美術館に寄贈、またヴィルヘルム・ブッシュの作品を展示するヴィルヘルム・ブッシュ博物館や、市内のアートセンターであるクンストフェライン（Kunstverein Hannover）、アートギャラリーのケストナーゲゼルシャフトに出資するなど、ハノーファー地域の文化活動の支援を行っている。